# Harald Krewer
Harald Krewer (* 1964 in Bexbach) ist ein deutscher Theater- und Hörspielregisseur.

## Leben
Nach seinem Studium der Theaterregie am Wiener Max Reinhardt Seminar erhielt Harald Krewer ein Arbeitsstipendium an der Pariser Comédie-Française durch den deutsch-französischen Kulturrat. Krewer arbeitet als Theaterregisseur und Dramaturg in Deutschland und Österreich, seit 1997 ist er überdies freier Mitarbeiter in der Hörspielabteilung des Österreichischen Rundfunks (ORF). Seit Ende der 1990er Jahre zeichnet Krewer für eine große Anzahl von Hörspielproduktionen sowohl für den ORF als auch für deutsche Sendeanstalten verantwortlich, ferner auch für Hörbuchproduktionen. Harald Krewer ist darüber hinaus seit 2003 als Dozent am Max Reinhardt Seminar in Wien tätig.
Gemeinsam mit der Regisseurin Vera Teichmann gründete Krewer die Produktionsfirma speak low.

## Hörspiele
- 1999: Auferstehung der Toten – Autor: Wolf Haas
- 2000: Als ich von der Hetzau in die Schindlau ging – Autor: Andreas Renoldner
- 2001: Neun Millimeter – Autor: Lionel Spycher
- 2002: Anton und die Tiere – Autor: Andreas Renoldner
- 2002: Die Innenseite des Wassers – Autor: Bert Strebe
- 2002: Vier Tage im Leben von Dessie Banks – Autor: Enda Walsh
- 2003: Die Verbindung – Autor: Harald Kislinger
- 2003: Séance im Park – Autor: Andreas Jungwirth
- 2003: Schnee im April – Autorin: Sabine Harbeke
- 2003: Es war einmal ein Spion – Autor: Russell Graves
- 2004: Tod auf der Warteliste – Autor: Veit Heinichen
- 2004: Jetzt kommt Fred! – Autor: Martin G. Wanko
- 2005: Der Wolfsziegel – Autorin: Irène Bourquin
- 2005: Adas Erbe – Autor: Wilhelm Hengstler
- 2006: Stilübungen – Autor: Raymond Queneau
- 2006: Überführung – Autor: Jürgen Neckam
- 2006: Mariposa Azul – Autor: Johannes Weinberger
- 2006: Martinisommer – Autor: Toni Bernhart
- 2006: Evariste, Georg, Heinrich und Franz oder Die unendliche Tiefe der Leere – Autorin: Hildegard Lena Kuhlenberg
- 2007: Der Tag, als Mama auf den Leuchtturm stieg – Autor: Gilles Granouillet
- 2007: Das Gesetz der Trägheit – Autor: Johan Daisne
- 2007: Die Wettesser – Autor: Clemens Berger
- 2007: Zwischen Nase und Brillenbogen – Einfälle – Autor: Andreas Jungwirth
- 2008: Alles Helden – Autor: Andreas Jungwirth
- 2008: Outside Inn – Autor: Andreas Jungwirth
- 2008: Vier Juden auf dem Parnass – Autor: Carl Djerassi
- 2008: Feuer an bloßer Haut – Franz Kafka und Milena Jesenská – Autor: Rolf Schneider
- 2009: Der Verbrecher aus verlorener Ehre – Autor: Friedrich Schiller
- 2009: Der Garten der Kaiserin – Autorin: Madeleine Giese
- 2010: Am Anfang war die Nacht Musik – Autorin: Alissa Walser
- 2010: Ich soll den eingebildet Kranken spielen – Autor: Tankred Dorst
- 2010: Einsteins Fragment – Autor: Friedrich Bestenreiner
- 2011: Die sieben Raben – Autorin: Johanna Tschautscher
- 2011: Radio-Tatort (Folge 46: Abschaum) – Autor: Friedemann Schulz
- 2011: Alleine bin ich viel – Autor: Andreas Jungwirth
- 2012: Die Kapuzinergruft – Autor: Joseph Roth
- 2012: Radio-Tatort (Folge 57: Vorahnung) – Autor: Friedemann Schulz
- 2012: Die schönen Tage von Aranjuez – Autor: Peter Handke
- 2013: Gute alte Zeit – Autor: Olivier Choinière
- 2013: Nur nachts – Autorin: Sibylle Berg
- 2013: Letzter Halt Plattform 80 – Autorin: Ursula Scheidle
- 2014: Was sie trugen – Autor: Tim O’Brien
- 2014: Als Mariner im Krieg – Autor: Joachim Ringelnatz
- 2014: Agnes und ihr Kind – Autoren: Erwin Koch und Friedrich Bestenreiner
- 2015: Später Ruhm – Autor: Arthur Schnitzler
- 2015: Eine Wiener Romanze – Autor: David Vogel
- 2016: Langholzfeld – Autor: Andreas Jungwirth
- 2019: Drinnen, bei mir, bin ich sehr traurig. Joseph Roth – Autor: Helmut Peschina
- 2020: Hauptsache Arbeit! – Autor: Sibylle Berg
- 2022: Dramolette – Autor: Antonio Fian
- 2022: Elektra – Autor: Sophokles

## Hörbücher (Auswahl)
- 2006: Vorstadtkrokodile – Autor: Max von der Grün
- 2007: Ein Pakt, ein Kuss und weiche Knie – Autorin: Mary Hogan
- 2007: Der Schmetterling – Autor: Wilhelm Busch
- 2008: Der Waldgänger – Autor: Adalbert Stifter
- 2009: Schwarze Oliven – Autorin: Martha Tod Dudman
- 2009: Erntedank – Autoren: Volker Klüpfel und Michael Kobr
- 2010: Das Halstuch – Autor: Francis Durbridge
- 2011: Michael Kohlhaas – Autor: Heinrich von Kleist
- 2011: Melissa – Autor: Francis Durbridge
- 2011: Jeden Tag, jede Stunde – Autorin: Nataša Dragnić
- 2012: Die Frau im Spiegel – Autor: Éric-Emmanuel Schmitt
- 2012: Atlas eines ängstlichen Mannes – Autor: Christoph Tomanek
- 2013: Wär ich du, würde ich mich lieben – Autor: Horst Evers
- 2013: Seelen im Eis – Autorin: Yrsa Sigurðardóttir
- 2014: Vom Mentalen her quasi Weltmeister – Autor: Horst Evers
- 2014: Traumsammler – Autor: Khaled Hosseini
- 2014: Der Junge muss an die frische Lust – Autor: Hape Kerkeling
- 2015: Das gibt’s in keinem Russenfilm – Autor: Thomas Brussig
- 2015: Der Preis der Treue – Autorin: Diane Brasseur

## Auszeichnungen
- 2011: Deutscher Hörbuchpreis in der Kategorie „Beste Information“ für Nelly Sachs / Schriftstellerin / Berlin/Stockholm
- 2014: ORF Hörspielpreis in der Kategorie „Hörspielpreis der Kritik“ für Letzter Halt Plattform 80